# Сидяхорловояха
Сидяхорловояха (устар. Сиди-Хорлово-Яха) — река в России, протекает по Ямало-Ненецкому АО. Устье реки находится в 147 км по левому берегу реки Евояха. Длина реки составляет 27 км. В 10 км от устья по левому берегу впадает река Малгрейяха.

## Данные водного реестра
По данным государственного водного реестра России относится к Нижнеобскому бассейновому округу, водохозяйственный участок реки — Пур. Речной бассейн реки — Пур.
Код объекта в государственном водном реестре — 15040000112115300060718.